# ヘリオトロープ (色)
ヘリオトロープ(Heliotrope)は、色の一つで、同名の花にちなんでつけられた。
色調はピンクがかった紫色である。
記録によると、ヘリオトロープという名前が英語として初めて使われたのは1882年である。

朝日新聞社が1983年に発行した『色の彩時記 目で遊ぶ日本の色』においては、若紫および半色（はしたいろ）に相当する洋名としてヘリオトロープの名前が挙げられている。

## 近似色
ヘリオトロープの近似色として、ヘリオトロープ・グレイ、ヘリオトロープ・マゼンタ、オールド・ヘリオトロープの3つがある。
このうち、ヘリオトロープ・グレイという単語が英語として初めて使われたのは1912年であると記録されている。
また、オールド・ヘリオトロープの略称であるオールド・ヘリオ（old helio）が英語として初めて使われたのは1926年である。

## 文化
ヘリオトロープはビクトリア朝時代における葬儀の最後の場面で着用する半喪服の色としてよく使われるようになった。